# La Lettre aux cachets rouges
Pour plus de détails, voir Fiche technique et Distribution.
La Lettre aux cachets rouges est un film muet français réalisé par Louis Feuillade et sorti en 1911.

## Fiche technique
- Réalisation et scénario : Louis Feuillade
- Société de production : Société des Établissements L. Gaumont
- Pays de production : France
- Format : Muet - Noir et blanc - 1,33:1 - 35 mm
- Métrage : 250 m
- Genre : Drame et historique
- Durée : inconnue
- Date de sortie : 
  - France : 4 avril 1911

## Distribution
- René Navarre
- Yvette Andréyor
- Renée Carl
- Maurice Vinot
- Edmond Bréon